# Partido di Tres Arroyos
Il partido di Tres Arroyos è un dipartimento (partido) dell'Argentina facente parte della provincia di Buenos Aires. Il capoluogo è Tres Arroyos.